# Jakob Ammann
Jakob Ammann (Erlenbach im Simmental, 12 febbraio 1644 – Zellwiller, tra il 1712 e il 1730) è stato un vescovo svizzero.

## Biografia
Jakob Ammann è considerato il fondatore della comunità Amish. Le notizie sulla sua vita personale sono estremamente frammentate, di lui si sa che era sarto, come suo padre Michael. Nacque a Erlenbach, nella Simmental, Canton Berna, attorno al 1644. Nel 1655 si trasferì con la famiglia a Oberhofen, sul Lago di Thun. Di famiglia riformata, a circa trentacinque anni entrò a far parte della comunità anabattista e ne divenne in seguito decano. Nel 1693 la sua rigida applicazione della regola e – di fatto – il rifiuto della modernità, generò uno scisma all'interno della comunità anabattista svizzera (guidata da Hans Reist). Ammann e i suoi seguaci si rifugiarono in Alsazia: prima a Heidolsheim (dal 1693 al 1695) poi a Markirch (dal 1695 al 1712) e infine a Zellwiller. Poco prima della sua morte, nel 1720, parte degli anabattisti alsaziani, chiamati “Amische” (forse da una deformazione alsaziana di “Ammann”) ovvero dall'iddysh “Amish” poi ripreso dalla lingua inglese, abbandonò l'Europa e si rifugiò in Pennsylvania. A partire dal XIX secolo le comunità amish presero parte alla colonizzazione del Midwest.